# Chakra
Chakra (fra sanskrit cakraṃ चक्रं; fonetisk udtale «chukr»; pali chakka; tibetansk khorlo; malaysisk cakera) er et ældgammelt begreb inden for hinduistisk og buddhistisk tradition, der betegner energicentre i kroppen. Ordet "chakra" stammer fra det gamle sanskrit og betyder "hjul" eller "skive", hvilket antyder en cirkulær eller roterende form af energi.
Praksisser som meditation, yoga og mindfulness bruger chakraerne som et redskab til at forstå og balancere kroppens energi og skabe harmoni i sindet, kroppen og ånden. Disse praksisser sigter mod at frigøre blokeringer og genoprette harmoni i kroppen.

## De syv hovedchakraer
Ifølge traditionen er der syv hovedchakraer placeret langs rygsøjlen, fra bunden af rygsøjlen til toppen af hovedet. Disse chakraer er forbundet med forskellige aspekter af vores fysiske, mentale og følelsesmæssige velvære. Hver chakra menes at have en bestemt farve, symbolik og energifrekvens, og når de er i balance, siges det at bidrage til sundhed og harmoni.
Her er en kort oversigt over de syv hovedchakraer:

### 1- Rodchakraet (Muladhara)
Også kendt som basischakraet eller det første chakra, er et energicenter placeret ved bunden af rygsøjlen i den nedre del af bækkenet og forbundet med farven rød. Det er forbundet med jordens energi og anses for at være fundamentet for vores fysiske og følelsesmæssige stabilitet og sikkerhed.
Dette chakra repræsenterer vores fundamentale behov for overlevelse, sikkerhed og jordforbindelse og vores følelse af forankring, stabilitet, tryghed og overlevelse. Det er knyttet til vores følelse af at høre til, følelsen af sikkerhed og følelsen af at være rodfæstet i vores eksistens. Når rodchakraet er i balance, føler vi os jordet, centreret og trygge. Ubalance i dette chakra kan manifestere sig som følelser af angst, ustabilitet, frygt, usikkerhed eller følelse af ikke at høre til. Balancen i rodchakraet er vigtig for vores generelle velbefindende og følelse af sikkerhed i verden.

### 2 - Sakralchakraet (Svadhisthana)
Er også kendt som sacral chakraet, og er en central del af den energetiske anatomi i traditionel indisk filosofi og praksis såsom yoga og meditation. Svadhisthana-chakraet er placeret i underlivsområdet, omkring to fingres bredder under navlen og forbundet med korsbenet. Det er centrum for vores kreative og følelsesmæssige energi. Den traditionelle farve associeret med Svadhisthana-chakraet er orange, selvom nogle gange kan det også være afbildet med en lyserødlig nuance.
Dette chakra er forbundet med vores evne til at føle, opleve glæde, nydelse, sensualitet og kreativitet. Det styrer også vores seksualitet og reproduktive organer. En sundt fungerende Svadhisthana-chakra giver os evnen til at nyde livets glæder, være åbne for nye oplevelser og udtrykke os kreativt. Ubalance i Svadhisthana-chakraet kan afspejles i forskellige fysiske symptomer, såsom problemer med reproduktive organer, menstruationsproblemer, smerter i lænden eller bækkenet, urinvejsproblemer og fordøjelsesproblemer.
Psykologisk er dette chakra forbundet med vores evne til at opbygge sunde relationer, både romantiske og platoniske. Det hjælper os med at forstå og udtrykke vores følelser, og når det er i balance, føler vi os trygge, følelsesmæssigt stabile og i stand til at udtrykke os kreativt.
Øvelser såsom yoga, meditation, åndedrætsøvelser og visualiseringer kan hjælpe med at balancere dette chakra. Desuden kan arbejde med farve terapi, æteriske olier og krystaller som orange karneol, månesten og rav også hjælpe med at genoprette balance i Svadhisthana-chakraet.

### 3 - Solar Plexus-chakraet (Manipura)
Solar Plexus-chakraet er placeret i den øvre del af maven, lige over navlen og under brystet. Det er centralt placeret i solar plexus-regionen, hvorfra det får sit navn.
Symbolikken for Solar Plexus-chakraet er ofte repræsenteret ved en ti-bladet lotusblomst, der symboliserer ti forskellige former for magt. Disse magtformer inkluderer blandt andet egoets magt, viljens magt og den personlige styrke. Chakraet er forbundet med farven gul, der symboliserer energi, aktivitet og vitalitet. Denne farve repræsenterer også solens strålende energi og kraft.
Solar Plexus-chakraet er centrum for personlig magt, vilje, selvværd og selvrespekt. Når dette chakra er i balance, føler vi os selvsikre, selvsikre og i stand til at tage beslutninger. Det styrer også fordøjelsessystemet og er forbundet med vores krops metabolisme. Ubalance i Solar Plexus-chakraet kan afspejles i forskellige fysiske symptomer, såsom fordøjelsesproblemer, mavesår, vægtproblemer, forstoppelse eller diarré, samt følelser af utilpashed eller svaghed i maven.
Psykologisk er dette chakra forbundet med vores selvbillede, selvværd og personlige identitet. Når dette chakra er i ubalance, kan det føre til følelser af magtesløshed, lavt selvværd, overdreven kontrolbehov eller overdreven dominans over andre.
Øvelser som yoga, meditation, vejrtrækningsøvelser og visualiseringer kan hjælpe med at balancere dette chakra. Desuden kan arbejde med farve terapi, æteriske olier og krystaller som citrin, tigerøje og gul topaz også hjælpe med at genoprette balance i Solar Plexus-chakraet. Balancering af Solar Plexus-chakraet er vigtigt for at opnå følelsesmæssig stabilitet, selvtillid og personlig magt i vores liv.

### 4 - Hjertechakraet (Anahata)
Hjertechakraet er placeret i midten af brystet, lige over hjertet. Det ligger på niveau med brystbenet og er midt i kroppens energifelt. Symbolikken for Hjertechakraet er ofte repræsenteret ved en tolv-bladet lotusblomst, der symboliserer harmoni, balance og kærlighedens aspekter. Dens symboler inkluderer også den grønne farve og et sekstakket stjerne, som repræsenterer det elementære luft og integrationen af det fysiske og åndelige. Chakraet er forbundet med farven grøn, der symboliserer helbredelse, balance og vækst. Nogle gange er det også forbundet med farven lyserød, der symboliserer kærlighed, empati og medfølelse.
Hjertechakraet er centrum for kærlighed, medfølelse, empati og forbindelse til andre og til universet som helhed. Det styrer vores evne til at elske os selv og andre, udtrykke medfølelse og skabe harmoniske relationer. Når Hjertechakraet er i balance, kan det føre til en følelse af ro, harmoni og velvære i både krop og sind. Fysiske manifestationer af ubalance kan omfatte hjerteproblemer, åndedrætsproblemer, angst og følelsesmæssig ustabilitet.
Psykologisk er Hjertechakraet forbundet med vores evne til at give og modtage kærlighed, udtrykke medfølelse og skabe harmoniske relationer med andre. Når dette chakra er i ubalance, kan det føre til vanskeligheder med at udtrykke følelser, manglende evne til at binde sig til andre eller overdreven afhængighed af andre for lykke.
Øvelser som meditation, hjerteåbnende yogaøvelser, visualiseringer og hjerteåbnende affirmationer kan hjælpe med at balancere dette chakra. Desuden kan arbejde med farve terapi, æteriske olier og krystaller som rosenkvarts og grøn adventurin også hjælpe med at genoprette balance i Hjertechakraet. At balancere Hjertechakraet er vigtigt for at opnå følelsesmæssig balance, medfølelse og harmoniske relationer i vores liv.

### 5 - Halschakraet (Vishuddha)
Halschakraet, også kendt som Vishuddha-chakraet på sanskrit, er placeret i halsområdet og er forbundet med kommunikation, udtryk og sandhed. Det er centrum for vores evne til at udtrykke os selv gennem tale, skrift og kreativitet. Et balanceret halschakra udtrykkes gennem klar og autentisk kommunikation, evnen til at lytte, udtrykke følelser og ideer samt at udtrykke ens sandhed uden frygt eller forbehold.
Når dette chakra er ubalanceret, kan det føre til problemer med at udtrykke sig selv, kommunikationsvanskeligheder, frygt for at tale offentligt eller undertrykkelse af ens følelser og tanker. Med forstærket opmærksomhed på dette chakra kan man arbejde med at balancere det gennem bevidst kommunikation, ærlighed og udtryk for ens autentiske selv. Placeret ved halsen og forbundet med farven lyseblå. Dette chakra står for kommunikation, sandhed og udtryk. Når halschakraet er i balance, udtrykker vi os selv klart og ærligt og lytter også aktivt til andre. En ubalance kan føre til kommunikationsproblemer, vanskeligheder med at udtrykke sig selv og følelsen af ikke at blive hørt.

### 6 - Ajna-chakraet (Ajna)
Kendt som det tredje øje, beliggende mellem øjenbrynene, forbundet med farven indigo. Kendt som det tredje øje, repræsenterer dette chakra intuition, visdom og indre syn. Når pandechakraet er i balance, har vi klarhed og indsigt i vores livsformål og vejen fremad. En ubalance kan føre til forvirring, manglende retning og tvivl på ens intuition.
Ajna-chakraet repræsenterer evnen til at opfatte og forstå virkeligheden ud over det, der kan opfattes af de fysiske sanser. Det er forbundet med intuition, indre visdom og indsigtsfuld opfattelse. Det symboliserer åndelig oplysning, opvågning og erkendelse af ens sande selv og ens forbindelse til det guddommelige eller det transcendente. Ajna-chakraet er knyttet til forbindelsen til det højere selv og evnen til at integrere sindets, kroppens og åndens aspekter. Når Ajna-chakraet er åbent og balanceret, kan det bringe en følelse af indre harmoni, fred og klarhed i sindet.
At arbejde med og styrke Ajna-chakraet kan opnås gennem meditation, visualisering, åndedrætsøvelser, yoga og andre spirituelle praksisser. Disse teknikker kan bidrage til at åbne chakraet, styrke forbindelsen til intuition og fremme åndelig oplysning og bevidsthed.

### 7 - Kronechakraet (Sahasrara)
Kronechakraet er placeret øverst på hovedet eller lidt over hovedet og repræsenterer den åndelige forbindelse, bevidsthedens enhed og vores forbindelse til det guddommelige eller det transcendente. Det er forbundet med bevidsthedens højeste niveauer, transcendens og en følelse af enhed med universet.
Kronenchakraet repræsenterer bevidsthedens højeste niveauer og en følelse af enhed med alt liv og universet. Det symboliserer vores forbindelse til det guddommelige eller det transcendente og vores evne til at opleve åndelig oplysning og guddommelig inspiration. Kronenchakraet er knyttet til evnen til at transcendere egoets begrænsninger og opnå en dybere forståelse af vores sande natur og formål. Det repræsenterer vores åndelige vækst og udvikling samt vores evne til at opnå åndelig oplysning og erkendelse.

Når dette chakra er åbent og balanceret, føler vi os forbundet med alt liv og oplever en dyb følelse af åndelig opfyldelse. En ubalance kan føre til følelse af isolation, manglende åndelig forbindelse og mangel på formål i livet. Meditation, åndedrætsøvelser, yoga og andre spirituelle praksisser kan være nyttige værktøjer til at arbejde med og styrke dette chakra.
- Krone chakra / Sahasrara
- Pande chakra / Ajna
- Strube chakra / Visuddha
- Hjerte chakra / Anahata
- Solar Plexus chakra / Manipura
- Hara chakra / Svadhistana
- Rod chakra / Muladhara

## Betydning i østlig religion
I både buddhisme og hinduisme spiller chakraerne en vigtig rolle i forståelsen af kroppens energi og åndelige udvikling, selvom deres betydning og anvendelse kan variere en smule mellem de to religioner.
I hinduismen anses chakraerne typisk for at være centrale punkter i kroppen, hvor livsenergien (kaldet "prana" på sanskrit) cirkulerer. Disse chakraer er en del af den overordnede forståelse af kroppens og sindets komplekse energisystem. Hinduistiske praksisser, såsom yoga, meditation og ayurveda, fokuserer ofte på at aktivere og balancere chakraerne for at opnå sundhed, åndelig opvågning og harmoni.
I buddhismen er chakraerne ikke så udtalt eller systematiseret som i hinduismen, men de har stadig en vis relevans. I visse buddhistiske traditioner, især inden for tibetansk buddhisme, er der en parallel til chakraerne i konceptet "vindenergi-centre" eller "vindkanaler" (kendt som "nadis" på sanskrit eller "rtsa" på tibetansk). Disse energicentre spiller en rolle i praksis af visse meditationsteknikker og i forståelsen af kroppens subtile energisystem.
Generelt set fokuserer buddhismen dog mere på sindets træning, meditation og opnåelse af oplysning end på den fysiske krops aspekter. Så mens chakraerne ikke nødvendigvis er så fremtrædende i buddhistisk praksis som i hinduistisk praksis, er der stadig en forståelse af kroppens energi og dets betydning for åndelig praksis.